# Zoste patrikia
Zōstē patrikía (grško ζωστὴ πατρικία) je bil bizantinski dvorni naslov, rezerviran izključno za žensko, ki je bila glavna spremljevalka in pomočnica vladajoče cesarice. Nosilka naslova je bila na hierarhični lestvici prva za cesarico. Četudi se je  naslov uporabljal od 9. do 12. stoletja,  je znanih samo nekaj njegovih imetnic.

## Zgodovina in dolžnosti
Z naslovom zoste patrikia, ki v dobesednem prevodu pomeni »opasana dama – patricija«, so se naslavljale visoko rangirane dvorne dame,  častne spremljevalke bizantinske cesarice. Izvor in  datum nastanka naslova nista jasna. Če se ne upošteva, da so z zoste patrikio naslavljali Antonino, ženo generala Belizarja iz 6. stoletja, se je naslov dokazano prvič uporabil  okoli leta  830 za Teoktisto, mater cesarice Teodore. Naslov je se nazadnje potrjeno uporabil leta 1018 za nekdanjo bolgarsko carico  Marijo in na nizu svinčenih pečatnikov iz poznega 11. stoletja. Z reformami cesarja Alekseja I. Komnena (vladal 1081-1118) je bil skupaj s številnimi drugimi naslovi ukinjen.
V Filotejevem Kletorologiju iz leta 899 je položaj zoste patrikie uvrščen zelo visoko na službeni prednostni lestvici, in sicer pred  magistrom (magistros tōn offikiōn) in za  kuropalatom (kouropalatēs) Njegov izjemen položaj potrjuje  dejstvo, da je bila njegova imetnica ena od šestih dotojanstvenikov, ki so lahko obedovali pri cesarjevi mizi. Drugi so bili konstantinopelski patriarh,  cezar (Kaísaras), nobelisim (nōbelissimos), kuropalat in bazileopator (basileopatōr). Imetnica naslova je imela pomembno vlogo na državnih slovesnostih, predvsem tistih v zvezi s cesarico, na pimer kronanju,  in pri rojevanju otrok. Zoste patrikia je imela tudi vlogo glavne cesaričine spremljevalke in prve dame ženskega dela dvora (sekreton tōn gynaikōn), v katerem so bile večinoma žene visokih državnih funkcionarjev. Položaj zoste patrikie je bil edini samo ženski državni položaj. Druge dame so naslavljali z ženskimi zazličicami naslovov njihovih mož. Naslova zoste patrikia se zato ne sme enačiti z naslovom patrikia, ki je pomenil samo ženo ali  vdovo patricija (patrikios). Za zoste patrikio so veljala enaka pravila kot za druge najvišje dvorne  dostojenstvenike, se pravi da je lahko položaj  istočasno zasedala  samo ena oseba. Izjema je bila Olga Kijevska, za katero se uporablja množinska oblika zōstai, ki kaže, da sta bili takrat na tem položaju vsaj dve dvorni dami. To bi lahko pomenilo, da je istočasno vladalo več cesaric z  vsaka svojo zoste patrikio.
Podelitev naslova zoste patrikia je potekala na veliki prefinjeni slovesnosti, ki se je začela  v  palačni  kapeli Presvete Bogorodnice Faroške in je opisana v knjigi protokolov De ceremoniis Konstantina VII. Porfirogeneta (vladal 913-959).  Nadaljevala se je v sprejemni dvorani  Kristoklinij, kjer je kandidatka od cesarja prejela slonokoščene tablice, insignije njenega položaja. Nato je obiskala baziliko Hagija Sofija, kjer je tablice posvetil patriarh, in Magnauro, kjer je prejela čestitke dvornih dam in žena visokih dostojanstvenikov. Slovesnost je se končala v faroški kapeli, kjer je podarila 70 nomizem in se nato umaknila v svoje prostore.
Prepoznaven del njenih oblačil, po katerih je verjetno dobila naslov, je bil širok pas (lōros),  s katerim so jo ovili na investituri. Zlati loros je bil naslednik  rimske konzulske trabee in najbolj prestižna državna insignija. Nosili so ga samo bizantinski cesar in nekaj najvišjih državnih dostojanstvenikov, med njimi konstantinopelski eparh in magister državnih uradov  (magistros tōn offikiōn, Magister officiorum). Manj verjeten izvoz naziva zoste je položaj glavne cesaričine spletične, ki je, med drugim, nadzirala cesaričina oblačila in jo po podatkih v Konstantinopelski patrii opasovala.
Zoste patrikia je obdržala naslov do svoje smrti in celo po smrti cesarice, ki jo je imenovala. Naslov je bil, tako kot večina bizantinskih naslovov, lahko tudi samo časten in brez zahtev po dejanskem služenju. Takšni zoste patrikii  sta bili na primer že omenjena Teoktista in Marija, vdova bolgarskega carja Ivana Vladislava. 

## Seznam znanih imetnic
Zoste patrikie so kljub njihovemu visokemu položaju v bizantinski družbi v pisnih virih omenjene bolj redko. Rodolphe Guilland piše, da so bile »konfiscirane v ženske palačne prostore in so imele zelo redke priložnosti, da  bi postale znane. Cesaričini  prostori  so bili brez dvoma tudi leglo spletk in škandalov, ki so le redko prodrle skozi stene  Velike palače«.
- Antonina, žena generala Belizarja, anahronistično omenjena v Konstantinopelski patrii[1][19][20]
- Teoktista, mati cesarice Teodore, žene cesarja Teofila (vladal 829–842)[1][12][21]
- Anastazija, znana iz samo ene omembe v hagiografiji Življenje Bazilija mlajšega iz poznega  10. stoletja. Anastazija bi lahko bila istovetna z Anastazo, hčerko patricija Adrelesta.[22][23]
- Olga Kijevska, za katero se domneva, da je bila imenovana za zoste patrikio med njenim obiskom v Bizancu.[24]
- Miroslava Bolgarska, hčerka cesarja Samuela Bolgarskega (vladal 997–1014), ki je pobegnila v Bizanc skupaj z možem Ašotom Taronitom.[18][25]
- Cesarica Marija, žena carja Ivana Vladislava Bolgarskega (vladal  1015–1018). Naslov so ji podelili po begu na bizantinski dvor po umoru njejega moža.[25][26]
- Kususa, žena Senekerim-Hovhana, zadnjega vladarja Vaspurakanskega kraljestva pred njegovo priključitvijo k Bizantinskemu cesarstvu leta 1022. Znana je po pečatniku, ki jo omenja kot »zoste in mati magistra Davida«.[27]
- Irena, potrjena  samo na pečetniku, ki jo omenja kot nuno.[25]
- Marija Melisene, potrjena na pečatu, datiranem v leta 1060-1070. Domneva se, da je bila morda mati Nikiforja Melisene, svaka cesarja Alekseja I. Komnena.[28][29]
- Ana Radene, dobra prijateljica Mihaela Psela, morda okoli leta 1070.[30]
- Helena Tornikine, »zōstē and kouropalatissa«, potrjena na pečatniku iz obdobja okoli 1070–1110.[31]